# Josep Perarnau
Josep Perarnau i Espelt (né à Avinyó, Bages en 1928) est un  prêtre, théologien et historien catalan.

## Biographie
Il étudia la théologie à l'université pontificale de Salamanque, l'université de Rome et l'université Louis-et-Maximilien de Munich. Il devint prêtre à Barcelone. Quand la Faculté de théologie de la Catalogne fut créée, il fut nommé directeur du séminaire de théologie. À ce poste, il a fait des nombreuses recherches historiques. Il est membre de l'Institut d'études catalanes, et en 1990 il en fut nommé membre numéraire.
Il a un profond intérêt pour l'histoire du Moyen Âge et il a étudié des manuscrits médiévaux, spécialement ceux des auteurs catalans. En tant que de directeur de l'Arxiu de textos catalans antics (Archive de textes catalans anciens) (ATCA) de l'Institut d'études catalanes il a fait des nombreuses recherches sur des travaux inédits d'auteurs du Moyen Âge comme Ramon Llull ou Arnau de Vilanova.
Il a réuni toutes les falsifications de l'inquisiteur du XIVe siècle Nicolau Eimeric qui furent utilisées pour décréter l'existence de plus de cent hérésies aux textes de Ramon Llull.

## Distinctions
- Prix de la critique Serra d'Or de littérature et essai (1993)
- Prix national de patrimoine national (1996)
- Médaille Narcís-Monturiol (1998)
- Docteur honoris causa de l'université de Barcelone (28 avril 2009)